# Rutstroemia juniperi
Rutstroemia juniperi är en svampart som beskrevs av K. Holm & L. Holm 1977. Rutstroemia juniperi ingår i släktet Rutstroemia,  och familjen Rutstroemiaceae.   Inga underarter finns listade.